# Port lotniczy Tilimsan
Port lotniczy Tilimsan (IATA: TLM, ICAO: DAON) – port lotniczy położony w Tilimsanie, w Algierii.

## Linie lotnicze i połączenia
| Linia Lotnicza  | Kierunek                                                                         |
| --------------- | -------------------------------------------------------------------------------- |
| Air Algerie     | 1. Algier Sezonowo: 1. Lyon 2. Marsylia 3. Paryż-Charles de Gaulle 4. Paryż-Orly |
| Transavia.com   | 1. Paryż-Orly Sezonowo: 1. Lyon                                                  |
| TUI fly Belgium | 1. Bruksela                                                                      |
| Volotea         | 1. Marsylia                                                                      |